# 100% (группа)
100 % (кор. 백퍼센트) — южнокорейская мужская группа, сформированная Энди Ли из Shinhwa в 2012 году под руководством TOP Media. Изначально группа состояла из семи человек: Мину, Рокхёна, Джонхвана, Чанёна, Чанбома, Хекджина и Санхуна. В 2014 году Санхун взял перерыв в группе, Чанбом покинул группу в 2016 году, их лидер Минву умер в марте 2018 года из-за остановки сердца. Группа дебютировала в сентябре 2012 года со своим синглом «We 100%». Группа была расформирована 9 октября 2021 года после истечения контрактов участников.

## Карьера

### Формирование
В 2009 году участник 100 %, Рокхён — под своим сценическим именем Роки (кор.: 로키) — был одним из двух членов группы Andy Lee, Jumper (кор.: 점퍼), который выпустил два сингла; «Yes!» С участием Эрика (신화) и «Dazzling» (кор.: 눈이 부셔) с участием Джиён из Kara. В том же году Мину был представлен во время промоушена Энди за песню «Single Man», а также второй участник Пак Донмин (кор.: 박동민). Мину также вёл активную деятельность в актёрской карьере. Он снялся в драме 2006 года KBS2 «Sharp 3», драме «SBS 2007» «Король и я» (кор.: 왕과 나) и в двух фильмах «Crazy Waiting» (кор.: «미쳐 미쳐») и «Where Are You Going?» (кор.: 특별시 사람들) (2009).

### 2012: Дебют иGuy Like Me
В период с июня по сентябрь 2012 года 100 % были представлены на шоу SBS MTV "Teen Top Rising 100 % (кор.: 의 뜬다 백퍼 백퍼), в котором они участвовали вместе с коллегой из TOP Media Teen Top и их основателем Энди Ли из Shinhwa.
Их дебютный альбом We, 100 % был выпущен 18 сентября. Он состоит из трёх треков и одной инструментальной версии, все они были написаны и продюсированы Super Changddai. В тот же день музыкальный видеоролик с его ведущим треком «Bad Boy» (кор.: 나쁜놈) вышел в сети на официальном канале YouTube. 100 % сделали свой живой дебют «Bad Boy» 21 сентября 2012 года на KBS Music Bank, а затем на MBC Music Core и SBS Inkigayo в те же выходные.
23 октября MBC провело пресс-конференцию с 100 % и вторую собственную программу сорта Teen Top в Джанган-доне, Сеул. Teen Top & 100 % снялись в Rising Brothers (кор.: 틴탑 & 의 떴다 브라더스 브라더스) премьера состоялась на MBC Music три дня спустя, показывая две музыкальные группы, выполняющие миссии.
7 декабря было выпущено музыкальное видео для цифрового сингла Guy Like Me (кор.: 나 같은 놈), написанный Minigun и Super Changddai, последний из которых написал все треки для первого релиза группы, We, 100 %.

### 2013:Want U Back и100 % V
23 мая был выпущен мини-альбом группы Real 100 %, вместе с заглавной песней «Want U Back».
17 июля 2013 года TOP Media объявило официальное название фан-клуба «Perfection» (кор.: 퍼펙션). 14 ноября TOP Media опубликовало информацию о составе, в который входят: Рокхён, Джонхван, Хёкджин вместе с рэпером Чанёном дебютируют в качестве подразделения под названием 100 % V. Группа выпустила единственный альбом, состоящий из 3 треков 20 ноября. Ведущий сингл был назван 퇴근길 (Missing You). Группа осуществила свой первый концерт в KBS Music Bank.

### 2014: Military Service Мину, уход Санхуна, иBang The Bush
В феврале 2014 года TOP Media объявило на официальном сайте 100 %, что лидеру Мину пришлось заручиться в корейскую армию, начиная с 4 марта. В марте агентство объявило, что Санхун отстранится от деятельности группы. С оставшимися пятью участниками, 17 марта 2014 года 100 % выпустили свой второй мини-альбом Bang The Bush и клип на песню «이 뛴다 뛴다 (Beat)».

### 2016:Time Leap
100 % выпустили Time Leap, так и клип на песню «하게 하게 (Better Day)» 13 октября 2016 года.

### 2017: Японский дебют &Sketchbook
100 % осуществили японский дебют в январе, выпустив сингл альбом «How to Cry». Вскоре после завершения рекламных акций в Японии, неожиданное возвращение в Корею было объявлено на веб-сайте группы. Группа выпустила свой четвёртый мини-альбом Sketchbook 22 февраля с заглавной песней «Sketch U».

### 2017—2020: Японский дебют,The Unit, смерть Мину,Sunshine,RE:troи служба в армии
26 марта TOP Media сообщили, что участник группы 100% и её лидер Со МинУ скончался. По некоторым сообщениям причиной смерти стал сердечный приступ. Он покинул этот мир в возрасте 33 лет. Их официальное заявление переведено ниже: «Это TOP Media. Мы приносим извинения за то, что вы получили эту внезапную и душераздирающую новость. Наш артист 100% МинУ покинул нас 25 марта. Он был найден без пульса у себя дома в Каннам. Как приехала скорая, он был объявлен мертвым. Его семья, участники 100%, артисты-коллеги агентства TOP Media, и сотрудники подавлены горем и в трауре из-за неожиданных печальных новостей.
3 сентября группа выпустила свой пятый корейский мини-альбом Sunshine с заглавной песней «맘 (Heart)».

### 2021: Расформирование
23 сентября 2021 года TOP Media объявили, что 100% будут расформированы после истечения срока их контрактов 9 октября.
27 сентября, перед своим распадом, они выпустили свой последний сингл «Beautiful Girl».

## Участники
- Ким Рок Хён (кор.: 김록현), родился 10 февраля 1991 г. в Сунчоне, Южная Корея
- Чо Джон Хван (кор.: 조종환), родился 23 ноября 1992 г. в Сеуле, Южная Корея
- Ким Чан Ён (кор.: 김찬용), родился 29 апреля 1993 г. в Сувоне, Южная Корея
- Чан Хёк Джин (кор.: 장혁진), родился 20 декабря 1993 г. в Пусане, Южная Корея
- Со Мин У (кор.: 서민우), родился 8 февраля 1985 г. в Тэгу, Южная Корея. Скончался из-за сердечного приступа у себя дома в Каннам 25 марта 2018 г.

### Бывшие участники
- У Чан Бом (кор.: 우창범), родился 7 октября 1993 г. в Сокчо, Южная Корея
- И Сан Хун (кор.: 이상훈), родился 23 декабря 1993 г. в Чонвоне, Южная Корея

## Дискография

### Extended plays
| Название      | Детали альбома | Позиции в чартах | Продажи        |
| Название      | Детали альбома | KOR              | Продажи        |
| ------------- | --- | ---------------- | -------------- |
| Real 100 %    | - Выпущен: 23 мая 2013 - Лейбл: TOP Media, LOEN Entertainment - Формат: CD, digital download Трек-лист 1. Real 100 % 2. Want U Back 3. Only U 4. Flavor 5. Why | 3                | - KOR: 9,783+  |
| Bang The Bush | - Выпущен: 17 марта 2014 - Лейбл: TOP Media, LOEN Entertainment - Формат: CD, digital download Трек-лист 1. Heart 2. Beat (심장이 뛴다) 3. You & I (너와 나) 4. Super Man 5. Bad Girl 6. Phone (전화)                                                                                             | 4                | - KOR: 11,915+ |
| Time Leap     | - Выпущен: 13 октября 2016 - Лейбл: TOP Media, LOEN Entertainment - Формат: CD, digital download Трек-лист 1. Better Day (지독하게) 2. Because Of You (너라서) 3. I Hate The Word Goodbye (안녕이라는 말은 싫어) 4. A Day Like Today (오늘 같은 날) 5. My Heart Is Not True (내 마음이 참 못돼서) | 4                | - KOR: 14,576+ |
| Sketchbook    | - Выпущен: 22 февраля 2017 - Лейбл: TOP Media, LOEN Entertainment - Формат: CD, digital download Трек-лист 1. Sketch U (어디 있니) 2. One Day (어느날) 3. Dreaming (해몽) 4. Gorgeous 5. Meet Yesterday (어제의 나를 만나다) 6. Sketch U (어디 있니) inst.                                        | 5                | - KOR: 13,261+ |

### Сингл альбомы
| Название   | Детали альбома | Позиции в чартах | Позиции в чартах | Продажи       |
| Название   | Детали альбома | KOR              | JPN              | Продажи       |
| Корейский  | Корейский | Корейский        | Корейский        | Корейский     |
| ---------- | --- | ---------------- | ---------------- | ------------- |
| We, 100 %  | - Выпущен: 18 сентября 2012 - Лейбл: TOP Media, LOEN Entertainment - Формат: CD, digital download Трек-лист 1. We, 100 % 2. Bad Boy (나쁜 놈) 3. Still Again 4. Bad Boy (나쁜 놈) inst. | 6                | N/A              | - KOR: 6,080+ |
| Sunkiss    | - Выпущен: 7 июля 2014 - Лейбл: TOP Media, LOEN Entertainment - Формат: CD, digital download Трек-лист 1. Sunkiss 2. U Beauty (니가 예쁘다) 3. Summer Hero (썸머 히어로)                | 5                | N/A              | - KOR: 8,285+ |
| Японский   | |                  |                  |               |
| How To Cry | - Выпущен: 25 января 2017 - Лейбл: Kiss Entertainment - Формат: CD, digital download Трек-лист 1. How To Cry 2. Eternal 3. Snow 4. Sweet Memories                                       | N/A              | 12               | - JPN: 9,974+ |

### Синглы
| Название                   | Год       | Позиции в чартах | Позиции в чартах | Продажи        | Альбом            |
| Название                   | Год       | KOR              | JPN              | Продажи        | Альбом            |
| Корейский                  | Корейский | Корейский        | Корейский        | Корейский      | Корейский         |
| -------------------------- | --------- | ---------------- | ---------------- | -------------- | ----------------- |
| «Bad Boy» (나쁜 놈)        | 2012      | —                | N/A              | - KOR: 26,921+ | We, 100 %         |
| «Guy Like Me» (나 같은 놈) | 2012      | 76               | N/A              | - KOR: 35,258+ | Сингл вне альбома |
| «Want U Back»              | 2013      | —                | N/A              | - KOR: 25,656+ | Real 100 %        |
| «Beat» (심장이 뛴다)       | 2014      | 66               | N/A              | - KOR: 24,696+ | Bang The Bush     |
| «U Beauty» (니가 예쁘다)   | 2014      | 62               | N/A              | - KOR: 33,965+ | Sunkiss           |
| «Better Day» (지독하게)    | 2016      | —                | N/A              | N/A            | Time Leap         |
| «Sketch U» (어디 있니)     | 2017      | —                | N/A              | N/A            | Sketchbook        |
| Японский                   |           |                  |                  |                |                   |
| «How To Cry»               | 2017      | N/A              | 12               | N/A            | How To Cry        |

### Сингл альбомы
| Название | Детали альбома | Позиции в чартах | Продажи       |
| Название | Детали альбома | KOR              | Продажи       |
| -------- | --- | ---------------- | ------------- |
| 100 % V  | - Выпущен: 20 ноября 2013 - Лейбл: TOP Media, LOEN Entertainment - Формат: CD, digital download Трек-лист 1. Voice 2. Missing You (퇴근길) 3. So Pretty (예뻐서 그래) | 7                | - KOR: 4,504+ |

### Синглы
| Название               | Год  | Позиции в чартах | Продажи | Альбом  |
| Название               | Год  | KOR              | Продажи | Альбом  |
| ---------------------- | ---- | ---------------- | ------- | ------- |
| «Missing You (퇴근길)» | 2013 | —                | N/A     | 100 % V |

## Фильмография

### Музыкальные видео
| Год     | Песня                     | Альбом            |
| 100 %   | 100 %                     | 100 %             |
| ------- | ------------------------- | ----------------- |
| 2012    | Bad Boy (나쁜놈)          | We, 100 %         |
| 2012    | Still Again               | We, 100 %         |
| 2012    | Guy Like Me (나 같은 놈)  | Сингл вне альбома |
| 2013    | Want U Back               | Real 100 %        |
| 2013    | Only U                    | Real 100 %        |
| 2014    | Beat (심장이 뛴다)        | Bang The Bush     |
| 2014    | Phone (전화)              | Bang The Bush     |
| 2014    | U Beauty (니가 예쁘다)    | Sunkiss           |
| 2014    | Summer Hero (썸머 히어로) | Sunkiss           |
| 2016    | Better Day (지독하게)     | Time Leap         |
| 2017    | How To Cry                | How To Cry        |
| 2017    | Sketch U (어디 있니)      | Sketchbook        |
| 100 % V |                           |                   |
| 2013    | Missing You (퇴근길)      | 100 % V           |

### Телевидение
| Год  | Канал       | Название                                    | Участники                 | Заметки                        |
| ---- | ----------- | ------------------------------------------- | ------------------------- | ------------------------------ |
| 2012 | SBS MTV     | Teen Top Rising 100%                        | Все                       | Гости с Teen Top и Andy        |
| 2012 | SBS         | 1000 Song Challenge                         | Рокхён и Хёнджин          | Участники                      |
| 2012 | Arirang TV  | Pops in Seoul's "New Star.com               | Все                       | Эпизоды № 1-8                  |
| 2012 | MBC Music   | Teen Top & 100 % Rising Brothers            | Все                       | Гости с Teen Top (все эпизоды) |
| 2012 | MBC         | Idol Wrestling                              | Все                       | Спец-выпуск с Teen Top         |
| 2012 | ETN         | Entertainment Station                       | Все                       | Гости                          |
| 2012 | SBS         | 1000 Song Challenge                         | Все                       | Участники (2 эпизода)          |
| 2012 | Y Star      | Gourmet Road                                | Мину, Рокхён, Санхун      | Гости                          |
| 2012 | KBS2        | Let's Go! Dream Team Season 2               | Все                       | Участники (эпизод № 159)       |
| 2012 | MBC Every 1 | Weekly Idol                                 | Хёкджин                   | Особое появление (эпизод № 73) |
| 2013 | KBS2        | Let's Go! Dream Team Season 2               | Чанбом                    | Участник                       |
| 2013 | KBS2        | You Hee-yeol's Sketchbook                   | Все                       | Гость (эпизод № 173)           |
| 2013 | KBS2        | Let's Go! Dream Team Season 2               | Все                       | Участники                      |
| 2013 | KBS2        | Idol Stage Showdown                         | Все                       | Участники                      |
| 2013 | MBC         | Idol Star Athletics Championships           | Санхун                    | Участники                      |
| 2013 | KBS2        | Let's Go! Dream Team Season 2               | Чанён и Санхун            | Участники                      |
| 2013 | MBC Music   | All the K-pop                               | Мину, Санхун, Рокхён      | Гости (эпизоды № 25 & 26)      |
| 2013 | KBS2        | Let's Go! Dream Team Season 2               | Санхун                    | Участники (14 эпизодов)        |
| 2013 | KBS2        | Marriage Clinic: Love & War 2               | Мину                      | Камео                          |
| 2013 | MBC Every 1 | Weekly Idol                                 | Все                       | Гость (эпизод № 99)            |
| 2013 | KBS2        | Immortal Songs 2                            | Рокхён, Джонхван, Хёкджин | Участник                       |
| 2013 | Mnet        | Beatles Code                                | Мину                      | Гость                          |
| 2013 | Arirang TV  | After School Club                           | Все                       | Гости (эпизоды № 13)           |
| 2013 | MBC Music   | All the K-pop                               | Мину, Чанбом, Хёкджин     | Гости (эпизоды № 39 & 41)      |
| 2013 | KBS2        | Let's Go! Dream Team Season 2               | Санхун и Чанён            | Участники                      |
| 2013 | KBS2        | Let's Go! Dream Team Season 2               | Санхун и Мину             | Участники                      |
| 2013 | MBC         | Idol Star Athletics Championships           |                           | Участники                      |
| 2013 | SBS         | Star King                                   | Мину                      | Участники                      |
| 2014 | Mnet        | Trot X                                      | Хёкджин                   | Участники                      |
| 2014 | KBS2        | Immortal Songs 2                            | Рокхён, Джонхван, Хёкджин | Участники (3 эпизода)          |
| 2014 | SBS         | 1000 Song Challenge                         | Рокхён                    | Участники (2 эпизода)          |
| 2014 | MBC Every 1 | Weekly Idol                                 | Все                       | Гость (эпизод № 145)           |
| 2014 | Mnet        | Moon Hee-jun’s Pure 15+                     | Джонхван и Чанён          | Гость                          |
| 2014 | Arirang TV  | After School Club                           | Все                       | Гость (эпизоды № 83)           |
| 2014 | KBS2        | Emergency Escape Number 1                   | Все                       | Участники (3 эпизода)          |
| 2014 | SBS         | Star King                                   | Рокён и Чанён             | Участники (3 эпизода)          |
| 2014 | MBC Music   | Idol School                                 | Все                       | Участники (6 эпизодов)         |
| 2014 | MBC Every 1 | Best Ramen                                  | Рокён                     | Участники (7 эпизодов)         |
| 2014 | KBS2        | Let's Go! Dream Team Season 2               | Чанбом и Санхун           | Участники (6 эпизодов)         |
| 2015 | MBC Every 1 | Best Ramen                                  | Рокхён                    | Участники                      |
| 2015 | KBS2        | Global Request Show: A Song For You 3       | Все                       | Участники (2 эпизода)          |
| 2015 | KBS2        | Let's Go! Dream Team Season 2               | Все                       | Участники (2 эпизода)          |
| 2015 | KBS2        | Emergency Escape Number 1                   | Все                       | Участники                      |
| 2015 | MBC         | Police                                      | Чанён                     | Участники (2 эпизода)          |
| 2016 | KBS1        | Learning To Play                            | Все                       | Гости                          |
| 2016 | KBS2        | Drama Special — Twenty Dollars to Pyongyang | Мину в качестве Го Мин Гу | Участники                      |
| 2016 | SBS         | Running Man                                 | Рокхён                    | Эпизод № 319                   |
| 2017 | KBS2        | Immortal Songs 2                            | Рокхён и Хёкджин          | Участники (эпизоды № 291)      |

## Концерты и туры

### Туры
| Дата              | Город   | Страна | Место проведения          | Тур                          |
| ----------------- | ------- | ------ | ------------------------- | ---------------------------- |
| December 24, 2013 | Фукуока | Япония | Fukuoka Convention Center | ZEPP Tour — 100 % X’mas Show |
| December 25, 2013 | Осака   | Япония | Namba Hatch               | ZEPP Tour — 100 % X’mas Show |
| December 27, 2013 | Токио   | Япония | Zepp Tokyo                | ZEPP Tour — 100 % X’mas Show |

### Концерты
| Дата            | Город  | Страна      | Место проведения              | Концерт                           |
| --------------- | ------ | ----------- | ----------------------------- | --------------------------------- |
| 24 августа 2013 | Токио  | Япония      | Shinagawa Stellar Ball        | Live Event in Japan Real 100 %    |
| 29 декабря 2013 | Сеул   | Южная Корея | Blue Square Samsung Card Hall | 1st Solo Concert — All 100 %      |
| 18 января 2014  | Тайбэй | Тайвань     | ATT Show Box                  | All 100 % in Taiwan               |
| 20 июля 2014    | Чиба   | Japan       | Maihama Amphitheater          | 100 % 2014 Japan Cool Live        |
| 5 октября 2015  | Tokyo  | Japan       | Laforet Museum Roppongi       | 100 % 2014 Japan Fall In Live     |
| 14 марта 2017   | Tokyo  | Japan       | Billboard Live Tokyo          | 100 % Premium Live — «White Love» |
| 17 марта 2017   | Osaka  | Japan       | Billboard Live Osaka          | 100 % Premium Live — «White Love» |

### Шоукейсы
| Дата           | Город | Страна | Место проведения | Шоукейс                               |
| -------------- | ----- | ------ | ---------------- | ------------------------------------- |
| 20 ноября 2016 | Токио | Япония | Nicofarre        | 100 % Showcase in Japan — 'Time Leap' |
| 22 января 2017 | Осака | Япония | HEP Hall         | 100 % «How To Cry» Japan Showcase     |
| 29 января 2017 | Токио | Япония | Nicofarre        | 100 % «How To Cry» Japan Showcase     |